# Coregonus alpenae
Coregonus alpenae är en fiskart som först beskrevs av Walter Norman Koelz 1924.  Coregonus alpenae ingår i släktet Coregonus och familjen laxfiskar. IUCN kategoriserar arten globalt som utdöd. Inga underarter finns listade i Catalogue of Life.